# 北海道滝川西高等学校
北海道滝川西高等学校（ほっかいどうたきかわにしこうとうがっこう、英称：Hokkaido Takikawa Nishi High School）は、北海道滝川市にある公立（市立）の高等学校。1959年に開校した学校法人今野学園 滝川商業高等学校を前身とする。

## 沿革

### 学校法人 今野学園 滝川商業高等学校
1946年に開校した「滝川洋裁学院」を発展させ1952年に財団法人となった「滝川ドレスメーカー高等女学院」を母体として学校法人「今野学園」を発足、その後1958年に滝川市が市制施行を果たし経済・文化面で中空知の中心となる中で地方産業や教育文化の向上を目的とした商業高校の必要性から本校を発足させた。
- 1953年11月 - 学校法人今野学園設立[1]。
- 1958年8月 - 滝川商業高等学校設立準備室開設、校舎第一期（1283平米）完成[1]。
- 1959年
  - 1月19日 - 学校法人 今野学園 滝川商業高等学校の設立が認可される[2]。
  - 4月1日 - 学校法人 今野学園 滝川商業高等学校が開校[2]。
  - 10月 - 初代体育館を含む校舎第二期工事（1583平米）完成[1]。
- 1963年
  - 3月 - 校舎第三期工事（1926平米）完成[1]。
  - 5月 - 校舎第四期実践室工事（608平米）完成[1]。
- 1964年12月 - 新体育館・地下野球練習場（1754平米）完成[1]。
- 1969年9月15日 - 時計台・天文台を備えた特別教室棟（2675平米）完成[1]。
- 1972年
  - 8月30日 - 滝川市に滝川商業高等学校の市営移管を陳情[1]。
  - 11月15日 - 滝川市議会において滝川市立学校管理条例の一部を改正し、北海道滝川西高等学校の設置を議決[2]。
- 1973年
  - 1月18日 - 道教委48教官第1004号司令をもって、北海道滝川西高等学校の設置が認可される[2]。
  - 3月31日 - 学校法人 今野学園 滝川商業高等学校が閉校となり、滝川市へ移管[2]。

### 北海道滝川西高等学校
1970年頃より空知管内の炭鉱閉山や減反政策による離農を背景に入学希望者が減少し1972年に募集定員を割り込み学園の長期的な経営が困難になると判断、市営移管または本州の有名大学の付属高校化の対応策を検討し、その後滝川市営への移管となった。改称にあたってはかつて滝川西高等学校の名称だった道立の北海道滝川工業高等学校の卒業生を中心に反対の声もあったが当時の吉岡清栄滝川市長が「必ず名門校の西高に遜色ないよう最善の努力を約束する」と説得して合意に達している。また校歌は滝川商業高校時代のものを引き継いだ。
- 1973年
  - 4月1日 - 滝川市に移管され、北海道滝川西高等学校となる[2]。
  - 4月9日 - 正式開校、入学式を挙行[2]。
  - 6月10日 - 北海道滝川西高等学校開校記念式典を挙行[2]。
- 1977年
  - 1月28日 - 普通科設置認可。
  - 4月8日 - 商業科2学級を転換し[4]、普通科を開科[2]。
- 1978年3月20日 - 特別教室棟・格技場増築（1280平米）竣工[5]。
- 1982年2月18日 - 普通教室棟改築（4790平米）を竣工、木造校舎を全廃[5]。
- 1983年 - 普通科を2学級増設[4]。
- 1984年12月14日 - 普通教室棟増築竣工（486平米）[3]。
- 1988年12月15日 - 体育館改築竣工[2]。
- 1990年3月25日 - 特別教室棟改築（2751平米）を竣工、旧特別教室棟と同様に時計台と天文台を備える[6][2][3]。
- 1993年4月1日 - 商業科を会計ビジネス科と情報ビジネス科に分割[2]、各2学級[4]。
- 1995年3月31日 - 商業科閉科[2]。
- 2018年4月1日 - 商業学科1学級減少に伴い会計ビジネス科と情報ビジネス科を情報マネジメント科（3学級）に再編[2][4]。
- 2020年3月31日 - 会計ビジネス科・情報ビジネス科閉科。

## 教育課程
- 全日制課程
  - 普通科
  - 情報マネジメント科

## 部活動
- 体育系部活動
  - 男子バスケット部
  - 女子バスケット部
  - 男子バレー部
  - 女子バレー部
  - 男子バドミントン部
  - 女子バドミントン部
  - ソフトボール部
  - 陸上部
  - 柔道部
  - 硬式野球部 - 全国高等学校野球選手権大会には3回出場、選抜高等学校野球大会には1回出場している[7]。
  - 軟式野球部
  - サッカー部
  - 男子ソフトテニス部
  - 女子ソフトテニス部
  - テニス部
  - スキー部
  - 男子卓球部
  - 女子卓球部
  - 硬式テニス部

- 文化系部活動
  - 茶道部
  - 美術部
  - 演劇部
  - 書道部
  - 華道部
  - 情報処理部
  - 英語部
  - 珠算部
  - 商業クラブ

- 外局/同好会
  - 吹奏楽部
  - 放送局
  - 新聞局
  - 図書局
  - コミュニティーサービス局
  - 簿記同好会
  - ゴルフ同好会
  - 科学クラブ
  - ボウリング同好会

## 著名な出身者
- 森次晃嗣（俳優）
- 大政絢（女優）
- 春風亭鯉枝（落語家）
- 岩谷美里（女子プロ野球選手）
- 稲垣成弥（俳優）
- 髙島泰都（プロ野球選手）

## その他
- 国家資格の基本情報技術者試験（FE）の午前科目免除制度の認定校となっている[8][9]。